# هاسالاکا
هاسالاکا (به لاتین: Hassalaka) یک منطقهٔ مسکونی در سری‌لانکا است که در استان مرکزی (سری‌لانکا) واقع شده‌است.